# Hugh de Beaumont, I conte di Bedford
Hugh de Beaumont (1106 – dopo il 1141) è stato un nobile inglese, primo conte di Bedford.

## Biografia
Era figlio di Robert de Beaumont, I conte di Leicester e conte di Meulan, e di Elisabetta di Vermandois. Per parte di madre era quindi imparentato con la dinastia reale francese. Suo padre fu invece tra i primi normanni a varcare il suolo inglese assieme a Guglielmo il Conquistatore nel 1066. L'impresa diede alla famiglia Beaumont la possibilità di acquisire terre e titoli nobiliari nell'isola.
Alla morte di Robert nel 1118, i titoli nobiliari passarono ai fratello maggiori di Hugh, i gemelli Waleran e Robert. Al primo spettò la contea di Meulan mentre al secondo quella di Leicester. Al terzo figlio maschio, ossia ad Hugh, non spettò nulla se non il soprannome di Hugh the Pauper o Hugh the Poor.
Nel 1137 ricevette tuttavia il titolo di conte di Bedford per concessione del re Stefano d'Inghilterra il quale ordinò
a Miles de Beauchamp, castellano del Castello di Bedford, di cederlo a Hugh. Miles si rifiutò così Stefano mandò un esercito ad assediare il castello che alla fine venne preso ed occupato da Hugh. Tuttavia la vittoria fu di breve durata in quanto Miles riuscì a riunire un esercito di sostenitori e a riprendersi il castello.
Successivamente Hugh cadde in povertà e perse la contea nel 1141.